# Elisabetta di Meclemburgo-Güstrow
Elisabetta di Meclemburgo-Güstrow (Güstrow, 3 settembre 1668 – Doberlug, 25 agosto 1738) è stata una nobildonna tedesca membro del casato di Meclemburgo e per matrimonio Duchessa di Sassonia-Merseburg-Spremberg (tra il 1692-1731) e Sassonia-Merseburg (tra il 1731-1738).
Nata a Güstrow, era la decima degli undici figli nari dal matrimonio di Gustavo Adolfo, Duca di Meclemburgo-Güstrow e Maddalena Sibilla di Holstein-Gottorp. Dei suoi fratelli e sorelle più grandi e più giovani, otto raggiunsero l'età adulta: Maria, per matrimonio Duchessa di Meclenburgo-Strelitz, Maddalena, Sofia, per matrimonio Duchessa di Württemberg-Oels, Cristina, per matrimonio Contessa di Stolberg-Gedern, Carlo, Principe Ereditario di Meclemburgo-Güstrow, Edvige, per matrimonio Duchessa di Sassonia-Merseburg-Zörbig, Luisa, per matrimonio Regina di Danimarca e Norvegia e Augusta.

## Matrimonio
A Güstrow il 29 marzo 1692, Elisabetta sposò il Principe Enrico di Sassonia-Merseburg, quarto dei figli maschi sopravvissuti del Duca Cristiano I. Due anni dopo (1694), Enrico ricevette la città di Spremberg come suo appannaggio, e stabilì lì la sua residenza.
Dal matrimonio nacquero tre figli, di cui uno solo sopravvisse fino all'età adulta:
1. Maurizio, Principe Ereditario di Sassonia-Spremberg (Spremberg, 29 ottobre 1694 - Spremberg, 11 aprile 1695).
2. Cristiana Federica (Spremberg, 17 maggio 1697 - Spremberg, 21 agosto 1722).
3. Gustava Maddalena (Spremberg, 2 ottobre 1699 - Spremberg, 3 ottobre 1699).

Elisabetta divenne duchessa di Sassonia-Merseburg nel 1731 dopo che il marito ereditò i principali domini della famiglia come loro ultimo membro maschile superstite. Morì a Doberlug nel 1738, all'età di 69 anni, dopo essere sopravvissuta di un mese a suo marito. Fu sepolta nella cattedrale di Merseburg.

## Ascendenza
|                                            |                                     |                                   | Genitori                               |  |  | Nonni |  |  | Bisnonni                             |  |  | Trisnonni                                  |  |
|                                            |                                     |                                   |                                        |  |  |       |  |  | Giovanni VII di Meclemburgo-Schwerin |  |  | Giovanni Alberto I di Meclemburgo-Schwerin |  |
|                                            |                                     |                                   |                                        |  |  |       |  |  | Giovanni VII di Meclemburgo-Schwerin |  |  | Giovanni Alberto I di Meclemburgo-Schwerin |  |
|                                            |                                     | Anna Sofia di Hohenzollern        |                                        |  |  |       |  |  | Giovanni VII di Meclemburgo-Schwerin |  |  |                                            |  |
| Giovanni Alberto II di Meclemburgo-Güstrow |                                     |                                   |                                        |  |  |       |  |  | Giovanni VII di Meclemburgo-Schwerin |  |  |                                            |  |
|                                            |                                     | Sofia di Holstein-Gottorp         | Adolfo di Holstein-Gottorp             |  |  |       |  |  |                                      |  |  |                                            |  |
|                                            |                                     | Sofia di Holstein-Gottorp         | Adolfo di Holstein-Gottorp             |  |  |       |  |  |                                      |  |  |                                            |  |
|                                            |                                     | Sofia di Holstein-Gottorp         | Cristina d'Assia                       |  |  |       |  |  |                                      |  |  |                                            |  |
| Gustavo Adolfo di Meclemburgo-Güstrow      |                                     | Sofia di Holstein-Gottorp         |                                        |  |  |       |  |  |                                      |  |  |                                            |  |
|                                            |                                     | Cristiano I di Anhalt-Bernburg    | Gioacchino Ernesto, Principe di Anhalt |  |  |       |  |  |                                      |  |  |                                            |  |
|                                            |                                     | Cristiano I di Anhalt-Bernburg    | Gioacchino Ernesto, Principe di Anhalt |  |  |       |  |  |                                      |  |  |                                            |  |
|                                            |                                     | Cristiano I di Anhalt-Bernburg    | Agnese di Barby                        |  |  |       |  |  |                                      |  |  |                                            |  |
| Eleonora Maria di Anhalt-Bernburg          |                                     | Cristiano I di Anhalt-Bernburg    |                                        |  |  |       |  |  |                                      |  |  |                                            |  |
|                                            |                                     | Anna di Bentheim-Tecklenburg      | Arnoldo II di Bentheim-Tecklenburg     |  |  |       |  |  |                                      |  |  |                                            |  |
|                                            |                                     | Anna di Bentheim-Tecklenburg      | Arnoldo II di Bentheim-Tecklenburg     |  |  |       |  |  |                                      |  |  |                                            |  |
|                                            |                                     | Anna di Bentheim-Tecklenburg      | Maddalena di Neuenahr-Alpen            |  |  |       |  |  |                                      |  |  |                                            |  |
| Elisabetta di Meclemburgo-Güstrow          |                                     | Anna di Bentheim-Tecklenburg      |                                        |  |  |       |  |  |                                      |  |  |                                            |  |
|                                            | Giovanni Adolfo di Holstein-Gottorp | Adolfo di Holstein-Gottorp        |                                        |  |  |       |  |  |                                      |  |  |                                            |  |
|                                            | Giovanni Adolfo di Holstein-Gottorp | Adolfo di Holstein-Gottorp        |                                        |  |  |       |  |  |                                      |  |  |                                            |  |
|                                            | Giovanni Adolfo di Holstein-Gottorp | Cristina d'Assia                  |                                        |  |  |       |  |  |                                      |  |  |                                            |  |
| Federico III di Holstein-Gottorp           | Giovanni Adolfo di Holstein-Gottorp |                                   |                                        |  |  |       |  |  |                                      |  |  |                                            |  |
|                                            |                                     | Augusta di Danimarca              | Federico II di Danimarca               |  |  |       |  |  |                                      |  |  |                                            |  |
|                                            |                                     | Augusta di Danimarca              | Federico II di Danimarca               |  |  |       |  |  |                                      |  |  |                                            |  |
|                                            |                                     | Augusta di Danimarca              | Sofia di Meclemburgo-Güstrow           |  |  |       |  |  |                                      |  |  |                                            |  |
| Maddalena Sibilla di Holstein-Gottorp      |                                     | Augusta di Danimarca              |                                        |  |  |       |  |  |                                      |  |  |                                            |  |
|                                            |                                     | Giovanni Giorgio I di Sassonia    | Cristiano I di Sassonia                |  |  |       |  |  |                                      |  |  |                                            |  |
|                                            |                                     | Giovanni Giorgio I di Sassonia    | Cristiano I di Sassonia                |  |  |       |  |  |                                      |  |  |                                            |  |
|                                            |                                     | Giovanni Giorgio I di Sassonia    | Sofia di Brandeburgo                   |  |  |       |  |  |                                      |  |  |                                            |  |
| Maria Elisabetta di Sassonia               |                                     | Giovanni Giorgio I di Sassonia    |                                        |  |  |       |  |  |                                      |  |  |                                            |  |
|                                            |                                     | Maddalena Sibilla di Hohenzollern | Alberto Federico di Prussia            |  |  |       |  |  |                                      |  |  |                                            |  |
|                                            |                                     | Maddalena Sibilla di Hohenzollern | Alberto Federico di Prussia            |  |  |       |  |  |                                      |  |  |                                            |  |
|                                            |                                     | Maddalena Sibilla di Hohenzollern | Maria Eleonora di Jülich-Kleve-Berg    |  |  |       |  |  |                                      |  |  |                                            |  |
|                                            |                                     | Maddalena Sibilla di Hohenzollern |                                        |  |  |       |  |  |                                      |  |  |                                            |  |